# Sången om Bernadette
Sången om Bernadette är en amerikansk film från 1943 i regi av Henry King. Filmen är en biografi över Bernadette Soubirous och bygger på Franz Werfels bok med samma namn. Filmen tilldelades fyra Oscar, varav en gick till Jennifer Jones för bästa kvinnliga huvudroll.

## Rollista
- Jennifer Jones – Bernadette
- Charles Bickford – Peyramale
- Vincent Price – Vital Dutour
- Lee J. Cobb – Doktor Dozous
- Gladys Cooper – syster Marie Therese Vauzous
- Anne Revere – Louise
- Mary Anderson – Jeanne Abadie
- Patricia Morison – Eugenie
- Aubrey Mather – borgmästare Lacade
- Charles Dingle – Jacomet
- Sig Ruman – Louis Bouriette